# Haguigà
Haguigà és un tractat de l'ordre de Moed de la Mixnà i el Talmud, que tracta sobre els tres sacrificis que, segons els rabins, una persona havia de fer en els tres festivals de Sucot, Pésaj i Shavuot.
El primer d'aquests sacrificis es deia Haguigà. Els rabins van derivar el concepte de Haguigà de la paraula "hag" que es feia servir en el context dels tres festivals. Segons els rabins, cada persona havia de portar el primer dia de la festa una ofrena, si no podia oferir-la el primer dia, aleshores podia portar-la durant els set dies restants. La Haguigà era una espècie de sacrifici d'acció de gràcies, una part de la carn era pels amos, i una part del greix s'oferia a l'altar.
El segon tipus de sacrifici era una ofrena d'acció de gràcies. Això era fet per complir el manament de celebrar la festivitat (Deuteronomi 16.14). Celebrar s'entenia com menjar carn. El poble havia de menjar aquestes ofrenes d'acció de gràcies durant els set dies que duraven les festes.
El tercer sacrifici es deia reeyah, que volia dir ser vist. Deuteronomi 16.16 diu que tots els homes han de ser vistos al Temple tres vegades a l'any, durant els tres festivals. Els rabins van comprendre que no havien de ser vistos amb les mans buides, sinó que havien de dur un sacrifici. Aquest sacrifici era una ofrena cremada anomenada "olah".
El tractat Haguigà s'ocupa principalment d'aquests tres sacrificis. Al tractat hi ha algunes mishnayot que tracten sobre els sacrificis i la puresa ritual, i llancen molta llum sobre certs aspectes històrics del Segon Temple i el període de la Mixnà. Algunes d'aquestes mishnayot poden ser difícils d'entendre al principi, però aquells que persisteixen en el seu aprenentatge les trobaran força interessants.